# Listă de conducători de stat din 1252
1248 - 1249 - 1250 - 1251 - 1252 - 1253 - 1254 - 1255 - 1256
Aceasta este o listă a conducătorilor de stat din anul 1252:

## Europa
- Ahaia: Guillaume al II-lea de Villehardouin (principe, 1246-1278)
- Almohazii: Abu Hafs Umar al-Murtada ibn Ibrahim Ishak ibn az-Zahir ibn Iakub al-Mansur (emir din dinastia Almohazilor, 1248-1266)
- Anglia: Henric al III-lea (rege din dinastia Plantagenet, 1216-1272)
- Anjou: Carol I (conte din dinastia Capețienilor, 1232-1285; ulterior, rege al Siciliei, 1265-1282; ulterior, principe de Ahaia, 1267/1278-1285; ulterior, rege titular al Ierusalimului, 1277-1285; ulterior, rege al Neapolelui, 1282-1285)
- Aragon: Iacob I Cuceritorul (rege din dinastia de Barcelona, 1213-1276)
- Austria: Ottokar al II-lea (duce din dinastia Premysl, 1251-1276; totodată, rege al Cehiei, 1253-1278)
- Bavaria: Otto al II-lea cel Ilustru (duce din dinastia de Wittelsbach, 1231-1253)
- Bizanț, Imperiul de Niceea: Ioan al III-lea Ducas Vatatzes (împărat din dinastia Lascaris, 1222-1254)
- Bosnia: Prijezda I (ban din dinastia Kotromanic, cca. 1250-după 1278)
- Bosnia-Herțegovina, statul Zahumija: Bogdan (jupan, în jur de 1252)
- Brabant: Henric al III-lea (duce, 1248-1261)
- Brandenburg: Johann I (margraf din dinastia Askaniană, 1220-1266) și Otto al III-lea (margraf din dinastia Askaniană, 1220-1267)
- Bretagne: Ioan I cel Roșcovan (duce, 1237-1286)
- Bulgaria: Mihail Asan (țar din dinastia Asanizilor, 1246-1256)
- Burgundia: Hugues al IV-lea (duce din dinastia Capețiană, 1218-1272)
- Castilia: Ferdinand al III-lea cel Sfânt (rege, 1217-1252; ulterior, rege al Leonului, 1230-1252) și Alfonso al X-lea cel Înțelept (rege, 1252-1284; ulterior, rege al Germaniei, 1257-1275)
- Cehia: Vaclav I (rege din dinastia Premysl, 1230-1253)
- Champagne: Thibaud al IV-lea Postumul sau cel Mare (conte din casa de Blois-Champagne, 1201-1253; ulterior, rege al Navarrei, 1234-1253)
- Cipru: Henric I (rege din dinastia de Lusignan, 1218-1253)
- Constantinopol: Balduin al II-lea (împărat, 1228/1240-1261)
- Danemarca: Abel (rege din dinastia Valdemar, 1250-1252) și Christofor (rege din dinastia Valdemar, 1252-1259)
- Epir: Mihail al II-lea Anghelos Ducas (despot din dinastia Anghelos, cca. 1232-1271)
- Flandra: Margareta de Constantinopol (contesă din dinastia de Hainaut, 1244-1278; totodată, contesă de Hainaut, 1244-1280)
- Franța: Ludovic al IX-lea cel Sfânt (rege din dinastia Capețiană, 1226-1270)
- Germania: Conrad al IV-lea (rege din dinastia de Hohenstaufen, 1237-1254; totodată, rege al Ierusalimului, 1228/1243-1254; ulterior, rege al Siciliei, 1250/1251-1254) și Wilhelm de Olanda (rege, 1247-1256; totodată, conte de Olanda, 1234-1256)
- Gruzia: David al V-lea (sau al IV-lea) (rege din dinastia Bagratizilor, 1250-1269) și David al VI-lea (sau al V-lea) (rege din dinastia Bagratizilor, 1250-1258)
- Hainaut: Margareta de Constantinopol (contesă din casa de Flandra, 1244-1280; totodată, contesă de Flandra, 1244-1278)
- Halici-Volânia: Daniil Romanovici (cneaz, 1205-1206/1207, 1211-1212/1213, 1214-1215, 1216, cca. 1219-1226/1227, 1229-1264) și Vasilko Romanovici (cneaz, 1205-1206/1207, 1238-1264)
- Hoarda de Aur: Batu (han, 1237/1241-1256)
- Kujawya: Cazimir I (cneaz din dinastia Piasti, 1248-1267)
- Leon: Ferdinand (1230-1252; anterior, rege al Castiliei, 1217-1252)
- Lituania: Mindaugas (mare duce, cca. 1236/1253-1263; rege, din 1253)
- Lorena Superioară: Ferry al III-lea (duce din casa Lorena-Alsacia, 1250-1303)
- Luxemburg: Henric al III-lea (conte, 1247-1281)
- Mazovia: Siemowit I (cneaz din dinastia Piasti, 1248-1262)
- Montferrat: Bonifaciu al II-lea (marchiz din casa lui Aleramo, 1225-1253)
- Nasrizii: Abu Abdallah Muhammad I al-Ghalib bi-llah ibn Iusuf ibn Nasr (emir din dinastia Nasrizilor, 1232-1273)
- Navarra: Theobald I (rege din dinastia de Champagne, 1234-1253; totodată, conte de Champagne, 1201-1253)
- Norvegia: Haakon al IV-lea Haakonsson cel Bătrân (rege, 1217-1263)
- Olanda: Willem al II-lea (conte, 1234-1256; ulterior, rege al Germaniei, 1247-1256)
- Ordinul teutonic: Gunther von Wullersleben (mare maestru, 1249-1253)
- Polonia Mare: Przemysl I (cneaz din dinastia Piasti, 1239-1257) și Boleslaw cel Pios (cneaz din dinastia Piasti, 1239-1279)
- Polonia Mică: Boleslaw al V-lea cel Sfios (cneaz din dinastia Piasti, 1227/1243-1279)
- Portugalia: Afonso al III-lea (rege din dinastia de Burgundia, 1248-1279)
- Reazan: Oleg I Ingvarovici cel Frumos (mare cneaz, 1251-1258)
- Savoia: Amedeo al IV-lea (conte, 1233-1253)
- Saxonia: Albrecht I (duce din dinastia Askaniană, 1212-1260)
- Saxonia: Henric al III-lea cel Ilustru (margraf din dinastia de Wettin, 1221-1288)
- Scoția: Alexandru al III-lea (rege, 1249-1286)
- Serbia: Ștefan Uroș (rege din dinastia Nemanja, 1243-1276)
- Sicilia: Conrad I (rege din dinastia de Hohenstaufen, 1250/1251-1254; anterior, rege al Germaniei, 1237-1254; anterior, rege al Ierusalimului, 1228/1243-1254)
- Spoleto: Conrad Guiscard de Urslingen (duce, 1227-1267), Berthold de Urslingen (duce, 1251-1276) și Rainald de Urslingen (duce, 1223-1230, 1251-1276)
- Statul papal: Innocențiu al IV-lea (papă, 1243-1254)
- Suedia: Valdemar Birgersson (rege din dinastia Folkung, 1250-1275)
- Suzdal: Andrei Iaroslavici (cneaz, cca. 1240-1248, 1252, 1256-1264; anterior, mare cneaz de Vladimir, 1249-1252)
- Toulouse: Ioana (contesă, 1249-1271) și Alphonse al III-lea (1249-1271)
- Transilvania: Laurențiu (voievod, 1242-1252)
- Tver: Iaroslav Iaroslavici (cneaz, 1247-1271; ulterior, mare cneaz de Vladimir, 1263-1271)
- Țara Românească: Litovoi (voievod, înainte de 1247-1277 sau 1279)
- Ungaria: Bela al IV-lea (rege din dinastia Arpadiană, 1235-1270)
- Veneția: Marino Morosini (doge, 1249-1253)
- Verona: Frederic I (margraf din casa de Baden, 1250-1268; totodată, margraf de Baden, 1250-1268)
- Vladimir: Andrei al II-lea Iaroslavici (mare cneaz, 1248-1252; totodată, mare cneaz de Suzdal, cca. 1240-1248, 1252, 1256-1264) și Aleksandr I Iaroslavici Nevski (mare cneaz, 1252-1263)

## Africa
- Almohazii: Abu Hafs Umar al-Murtada ibn Ibrahim Ishak ibn az-Zahir ibn Iakub al-Mansur (emir din dinastia Almohazilor, 1248-1266)
- Ayyubizii din Egipt: al-Malik al-Așraf al II-lea Muzaffar ad-Din ibn al-Masud ibn al-Kamil (sultan din dinastia Ayyubizilor, 1250-1252/1253)
- Benin: Uwakhuahen (obba, ?-?) (?) și Ehenmihen (obba, ?-cca. 1255) (?)
- Hafsizii: Abu Abdallah Muhammad ibn Iahia (I) (al-Mustansir bi-llah) (emir din dinastia Hafsizilor, 1249-1277; calif, din 1253)
- Kanem-Bornu: Biri al II-lea (Kașim Biri) (sultan, cca. 1242-cca. 1262)
- Mali: Sun (Mari) Dyata (Leul) (rege din dinastia Keyta, cca. 1230-cca. 1255)
- Mamelucii: al-Muizz Izz ad-Din Aibeg (Aibak) (sultan din dinastia Bahrizilor, 1250-1257)
- Marinizii: Abu Iahia Abu Bakr ibn Abd al-Hakk (conducător din dinastia Marinizilor, 1244-1258)

## Asia

### Orientul Apropiat
- Antiohia: Bohemond al V-lea (principe, 1233-1252) și Bohemond al VI-lea (principe, 1252-1268)
- Armenia Mică: Hetum I (rege din dinastia Hetumizilor, 1226-1269)
- Ayyubizii din Alep: al-Malik an-Nasr al II-lea Salah ad-Din Iusuf ibn al-Aziz al II-lea (sultan din dinastia Ayyubizilor, 1236-1260; ulterior, sultan în Damasc, 1250-1260)
- Ayyubizii din Damasc: al-Malik an-Nasr al II-lea Salah ad-Din Iusuf ibn al-Aziz al II-lea (sultan din dinastia Ayyubizilor, 1250-1260; anterior, sultan în Alep, 1236-1260)
- Ayyubizii din Egipt: al-Malik al-Așraf al II-lea Muzaffar ad-Din ibn al-Masud ibn al-Kamil (sultan din dinastia Ayyubizilor, 1250-1252/1253)
- Ayyubizii din Hisn Kaifa și Amid: al-Malik al-Muahhid Taki ad-Din Abdallah ibn Turanșah al IV-lea (sultan din dinastia Ayyubizilor, 1249-1283)
- Ayyubizii din Mayyafarikin și Djabal Sindjar: al-Malik al-Kamil al II-lea Nasr ad-Din Muhammad ibn al-Muzaffar (sultan din dinastia Ayyubizilor, 1244-1260)
- Bizanț, Imperiul de Niceea: Ioan al III-lea Ducas Vatatzes (împărat din dinastia Lascaris, 1222-1254)
- Bizanț, Imperiul de Trapezunt: Manuel I (împărat din dinastia Marilor Comneni, 1238-1263)
- Califatul abbasid: Abu Ahmad Abdallah al-Mustasim ibn al-Mustansir (calif din dinastia Abbasizilor, 1242-1258)
- Cipru: Henric I (rege din dinastia de Lusignan, 1218-1253)
- Constantinopol: Balduin al II-lea (împărat, 1228/1240-1261)
- Ierusalim: Conrad I (rege titular din dinastia de Hohenstaufen, 1228/1243-1254; ulterior, rege al Germaniei, 1237/1250-1254; ulterior, rege al Siciliei, 1250/1251-1254)
- Mamelucii: al-Muizz Izz ad-Din Aibeg (Aibak) (sultan din dinastia Bahrizilor, 1250-1257)
- Selgiucizii din Konya: Izz ad-Din Kai-Kaus al II-lea ibn Kai-Khusrau (sultan din dinastia Selgiucizilor, 1246-1257), Rukn ad-Din Kilic Arslan al IV-lea (sultan din dinastia Selgiucizilor, 1248-1265) și Ala ad-Din Kai-Kubad al II-lea (sultan din dinastia Selgiucizilor, 1249-1257)

### Orientul Îndepărtat
- Birmania, statul Arakan: Ossanagyi (rege din dinastia de Launggyet, 1251-1260)
- Birmania, statul Pagan: Uzana (rege din dinastia Constructorilor de Temple, 1250-1254)
- Cambodgea, Imperiul Kambujadesa (Angkor): Jayavarman al VIII-lea (împărat din dinastia Mahidharapura, 1243-1295)
- Cambodgea, statul Tjampa: Jaya Paramesvaravarman al II-lea (rege din cea de a unsprezecea dinastie, 1220-cca. 1254)
- China: Lizong (împărat din dinastia Song de sud, 1225-1264)
- China: Xianzong (Mongke) (împărat din dinastia Yuan, 1251-1259)
- Ciaghataizii: Iesu-Mongke (han, 1247-1252), Kara Hulegu (han, 1241-1247, 1252) și Okrina (1252-1261)
- Coreea, statul Koryo: Kojong (Wang Ch'ol) (rege din dinastia Wang, 1214-1259)
- Hoarda de Aur: Batu (han, 1237/1241-1256)
- India, statul Chola: Rajendra al IV-lea (rege, 1246-1279)
- India, statul Delhi: Nasr ad-Din Mahmud Șah ibn Iletmiș (sultan din dinastia Muizzilor, 1246-1266)
- India, statul Hoysala: Someșvara (rege, 1233-1254/1267)
- Japonia: Go-Fukakusa (împărat, 1246-1259), Yoritsugu (shogun din familia Fujiwara, 1244-1252), Munetaka (principe imperial, 1252-1266) și Tokiyori (regent din familia Hojo, 1246-1256)
- Kashmir: Samgramadeva (rege din dinastia Vopyadeva, 1236-1252) și Lakșmanadeva (rege din dinastia Vopyadeva, 1252-1286)
- Mongolii: Mongke (mare han, 1251-1259)
- Nepal, în Patan: Abhayamalla (rege din dinastia Malla, cca. 1216-1255)
- Nepal, în Purang: Așokamalla (rege din dinastia Malla, cca. 1251/1274)
- Sri Lanka: Parakkamabahu al III-lea (Kalikala Sahitya Sarvajna Pandita) (rege din dinastia Silakala, 1225/1236-1269/1271)
- Sri Lanka, statul Jaffna: Kulasekhara Pararajasekaran I (rege, 1240-1256)
- Vietnam, statul Dai Viet: Tran Thai-tong (Tran Canh) (rege din dinastia Tran timpurie, 1225-1258)